# Carmenta mimuli
Carmenta mimuli is een vlinder uit de familie wespvlinders (Sesiidae), onderfamilie Sesiinae.
Carmenta mimuli is voor het eerst wetenschappelijk beschreven door Edwards in 1881. De soort komt voor in het Nearctisch gebieden het  Neotropisch gebied.